# 죽림사 (영천시)

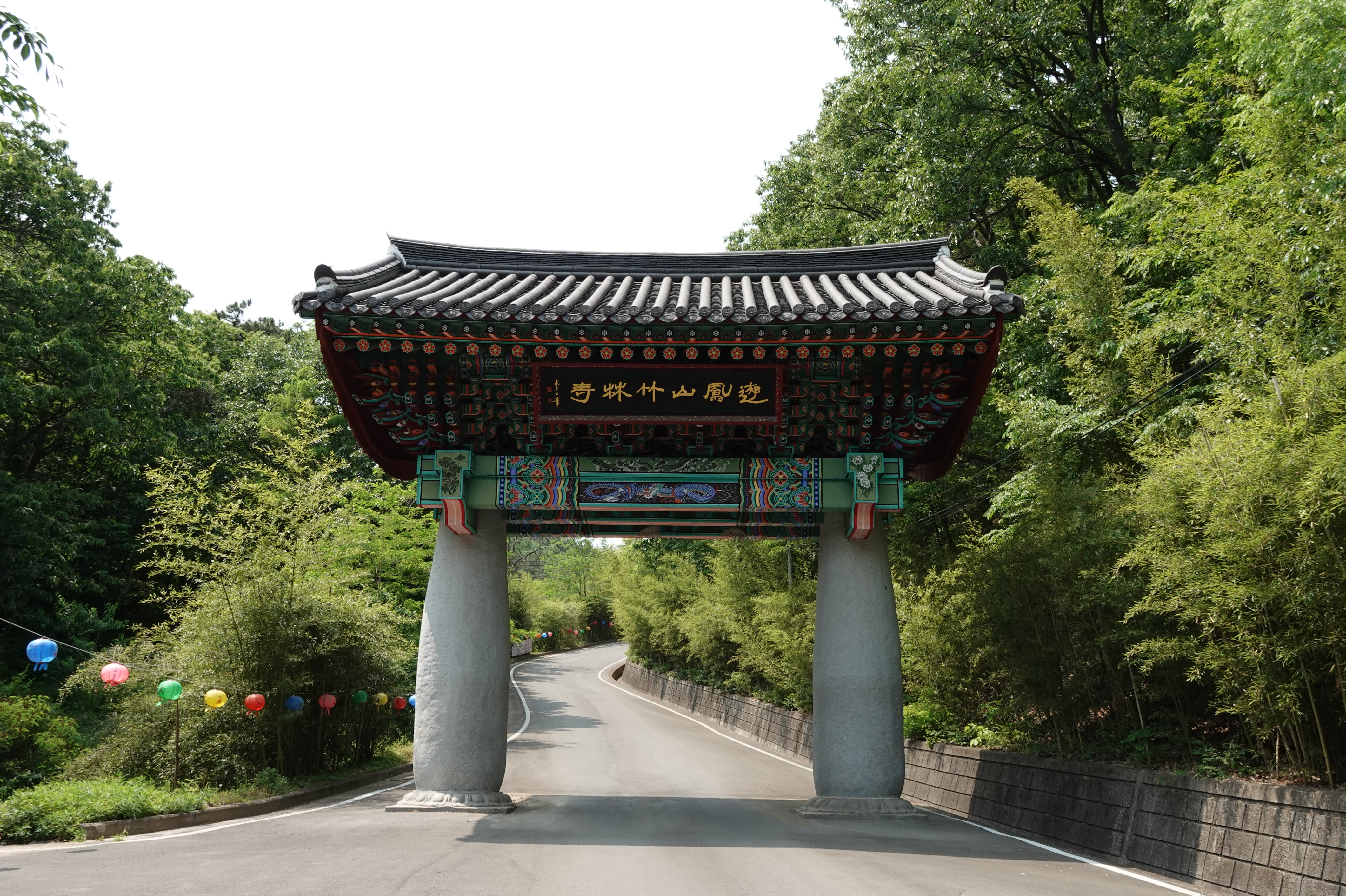
유봉산 죽림사 일주문

죽림사(竹林寺)는 대한민국 영천시에 있는 대한불교조계종 제10교구 본사 은해사의 말사이다.
신라 41대 헌덕왕 원년(서기 809년)에 창건되었다는 설, 47대 헌안왕 원년(서기 857년) 풍수지리의 대가인 도선 국사가 창건하였다는 설이 있으나 정확한 창건연대는 확인하기 어렵다.

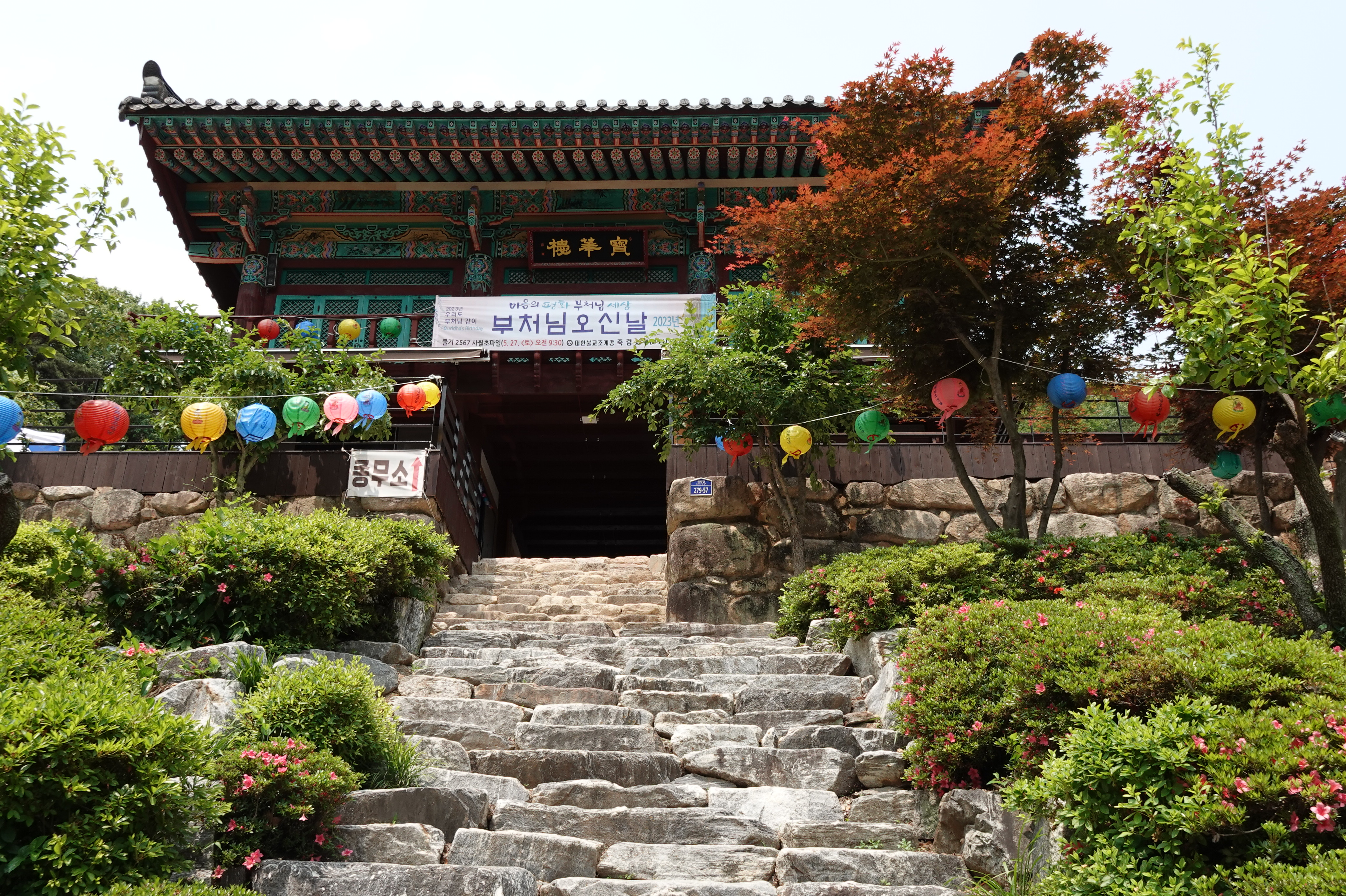
죽림사 보화루

임진왜란 때 사찰이 전소되었으며, 1815년 임취봉, 이상공 불자 등의 시주로 중건하였고, 1830년에도 한 차례 중수가 있었으나, 6.25 전쟁 때 대한민국 국군의 방어기지로 사용되면서 죽림사는 폐사되었다. 1990년 주지 성수스님이 대웅전을, 1995년에는 삼성각을 새로 지었다.

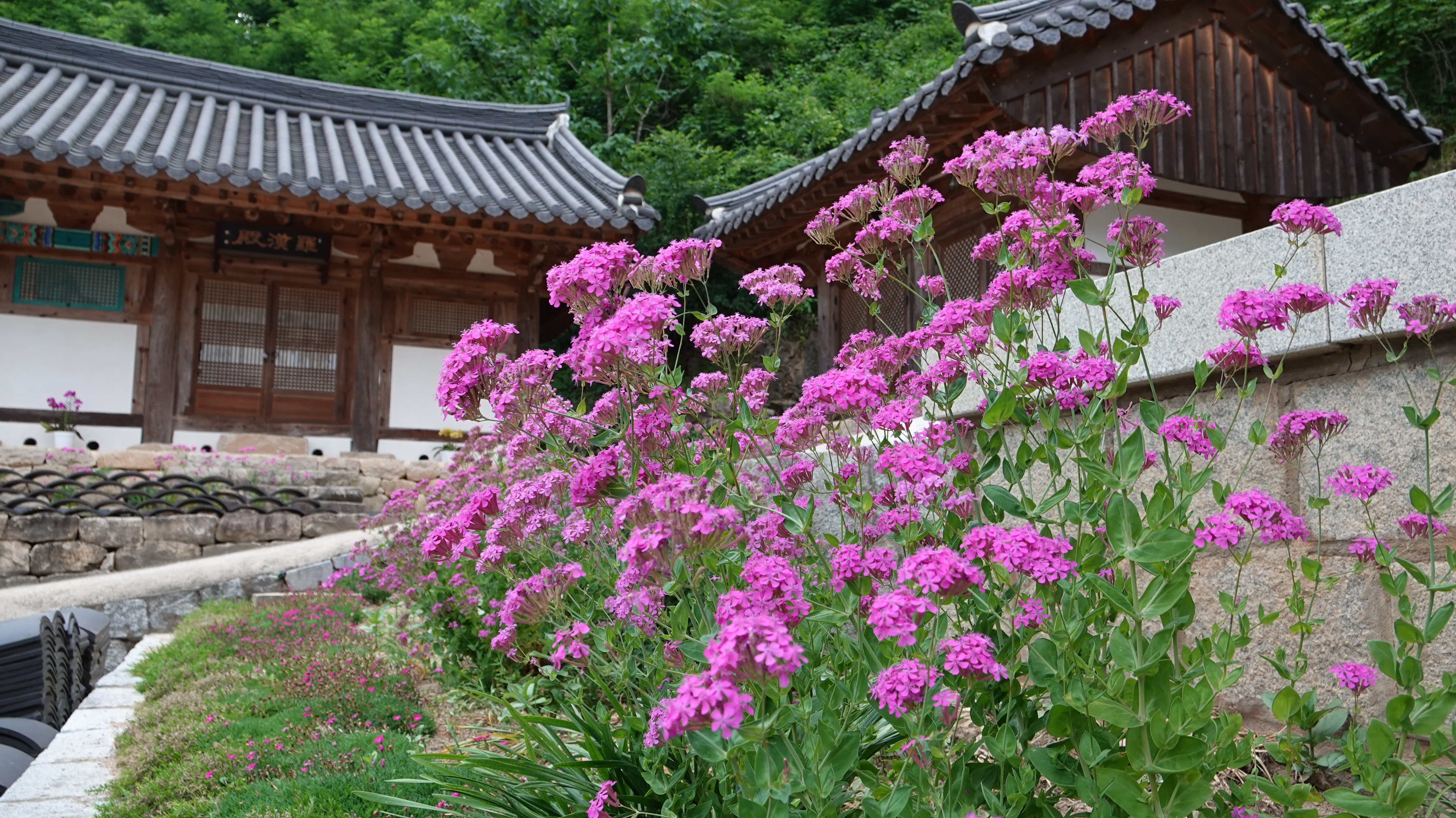
죽림사 선재화

2000년부터 대대적인 불사가 시작되어 현재의 죽림사로 일신하였다.
2024년 6월 7일 현재 선지스님이 주지소임을 맡고 있다.
유봉산 죽림사는 대구추모공원으로 알려진 휴림원을 운영하고 있어 납골당, 자연장 수목장으로 장례문화를 이끌어가고 있다.